# Formazioni di Superliga russa di pallavolo maschile 2012-2013
Formazioni delle squadre di pallavolo partecipanti alla stagione 2012-2013 del campionato di Superliga russa.

## Belogor'e
| N° | Nome              | Ruolo | Data di nascita   | Nazionalità sportiva |
| -- | ----------------- | ----- | ----------------- | -------------------- |
| -  | Gennadij Šipulin  | All   | 29 aprile 1954    | Russia               |
| 1  | Sergej Makarov    | P     | 28 marzo 1980     | Russia               |
| 3  | Aleksandr Kosarev | S     | 30 settembre 1977 | Russia               |
| 4  | Taras Chtej       | S     | 22 maggio 1982    | Russia               |
| 5  | Igor' Kobzar'     | P     | 13 aprile 1991    | Russia               |
| 6  | Artëm Ermakov     | L     | 16 marzo 1982     | Russia               |
| 7  | Leonid Kuznecov   | C     | 7 agosto 1983     | Russia               |
| 8  | Sergej Tetjuchin  | S     | 23 settembre 1975 | Russia               |
| 9  | György Grozer     | S/O   | 27 novembre 1984  | Germania             |
| 10 | Lukas Kampa       | P     | 29 novembre 1986  | Germania             |
| 10 | Justin Duff       | C     | 10 maggio 1989    | Canada               |
| 11 | Ruslan Chanipov   | C     | 29 marzo 1989     | Russia               |
| 12 | Anton Fomenko     | S     | 18 ottobre 1987   | Russia               |
| 13 | Dmitrij Muserskij | C     | 19 ottobre 1988   | Russia               |
| 15 | Dmitrij Il'inych  | S     | 31 gennaio 1987   | Russia               |
| 16 | Andrej Andreev    | L     | 20 gennaio 1991   | Russia               |
| 17 | Maksim Žigalov    | S/O   | 26 luglio 1989    | Russia               |
| 18 | Nikita Eremin     | L     | 1º settembre 1990 | Russia               |

## Dinamo Krasnodar
| N° | Nome                | Ruolo | Data di nascita   | Nazionalità sportiva |
| -- | ------------------- | ----- | ----------------- | -------------------- |
| -  | Jurij Maričev       | All   | 17 novembre 1960  | Russia               |
| 1  | Sergej Červjakov    | C     | 17 settembre 1989 | Russia               |
| 2  | Denys Čaus          | C     | 1º maggio 1983    | Russia               |
| 3  | Vladimir Chil'čenko | C     | 2 maggio 1983     | Russia               |
| 4  | Sergej Chorošev     | C     | 30 maggio 1982    | Russia               |
| 5  | Sergej Andrievskij  | P     | 19 novembre 1986  | Russia               |
| 7  | Facundo Conte       | S     | 25 agosto 1989    | Argentina            |
| 8  | Aleksandr Močalov   | S     | 14 dicembre 1982  | Russia               |
| 9  | Stanislav Erëmin    | S     | 23 giugno 1985    | Russia               |
| 10 | Roman Jakovlev      | S/O   | 13 agosto 1976    | Russia               |
| 11 | Artëm Zelenkov      | L     | 6 agosto 1987     | Russia               |
| 12 | Aleksandr Janutov   | L     | 19 giugno 1983    | Russia               |
| 13 | Vasilij Nosenko     | S/O   | 13 maggio 1987    | Russia               |
| 14 | Anton Botin         | S     | 8 luglio 1990     | Russia               |
| 15 | Denis Zemčënok      | S/O   | 11 agosto 1987    | Russia               |
| 18 | Marlon Yared        | P     | 27 luglio 1977    | Brasile              |

## Dinamo Mosca
| N° | Nome                | Ruolo | Data di nascita   | Nazionalità sportiva |
| -- | ------------------- | ----- | ----------------- | -------------------- |
| -  | Jurij Čerednik      | All   | 25 giugno 1966    | Russia               |
| 1  | Chačatur Stepanjan  | L     | 31 marzo 1985     | Russia               |
| 5  | Sergej Grankin      | P     | 21 gennaio 1985   | Russia               |
| 6  | Bartosz Kurek       | S     | 29 agosto 1988    | Polonia              |
| 7  | Roman Bragin        | L     | 17 aprile 1987    | Russia               |
| 8  | Semën Poltavskij    | S/O   | 8 febbraio 1981   | Russia               |
| 9  | Leonid Šadilov      | S     | 14 agosto 1991    | Russia               |
| 10 | Aleksandr Markin    | S     | 28 luglio 1990    | Russia               |
| 11 | Grigorij Afinogenov | C     | 25 marzo 1980     | Russia               |
| 12 | Nikolaj Charitonov  | C     | 22 maggio 1990    | Russia               |
| 13 | Péter Veres         | S     | 22 febbraio 1979  | Ungheria             |
| 14 | Dmitrij Ščerbinin   | C     | 10 settembre 1989 | Russia               |
| 15 | Pavel Kruglov       | S/O   | 17 settembre 1985 | Russia               |
| 16 | Valentin Bezrukov   | P     | 26 gennaio 1990   | Russia               |
| 18 | Aleksandr Krivec    | C     | 6 agosto 1983     | Russia               |

## Fakel
| N° | Nome                 | Ruolo | Data di nascita  | Nazionalità sportiva |
| -- | -------------------- | ----- | ---------------- | -------------------- |
| -  | Ferdinando De Giorgi | All   | 10 ottobre 1961  | Italia               |
| 1  | Vladimir Mel'nik     | S     | 21 luglio 1980   | Russia               |
| 2  | Oleg Samsonyčev      | P     | 22 marzo 1982    | Russia               |
| 3  | Andrej Titič         | S     | 10 marzo 1986    | Russia               |
| 5  | Vladimir Šiškin      | L     | 2 febbraio 1990  | Russia               |
| 6  | Łukasz Żygadło       | P     | 2 agosto 1979    | Polonia              |
| 7  | Konstantin Bakun     | S/O   | 15 marzo 1985    | Russia               |
| 8  | Alain Roca           | S     | 7 settembre 1976 | Cuba                 |
| 11 | Dmitrij Krasikov     | S     | 8 febbraio 1987  | Russia               |
| 12 | Aleksej Sičev        | C     | 24 gennaio 1989  | Russia               |
| 13 | Aleksandr Sokolov    | L     | 1º marzo 1982    | Russia               |
| 16 | Anton Astanšenkov    | C     | 27 ottobre 1981  | Russia               |
| 17 | Aleksandr Krickij    | C     | 2 luglio 1985    | Russia               |
| 18 | Michail Beketov      | S/O   | 16 marzo 1976    | Russia               |

## Gazprom-Jugra
| N° | Nome              | Ruolo | Data di nascita   | Nazionalità sportiva |
| -- | ----------------- | ----- | ----------------- | -------------------- |
| -  | Aleksej Rodičev   | All   |                   | Russia               |
| 2  | Anton Mysin       | S/O   | 1982              | Russia               |
| 3  | Nikita Lučin      | C     | 1994              | Russia               |
| 4  | Sergej Eršov      | C     | 1993              | Russia               |
| 5  | Sergej Panov      | S     | 1993              | Russia               |
| 6  | Artem Smoljar     | S     | 4 febbraio 1985   | Russia               |
| 7  | Todor Aleksiev    | S     | 21 aprile 1983    | Bulgaria             |
| 9  | Dimitrij Leont'ev | S     | 1989              | Russia               |
| 10 | Teodor Todorov    | C     | 1º settembre 1989 | Bulgaria             |
| 11 | Sergej Snegirev   | L     | 5 aprile 1988     | Russia               |
| 12 | Sergej Šul'ga     | P     | 1981              | Russia               |
| 13 | Igor' Kobzar'     | P     | 1991              | Russia               |
| 14 | Kirill Guščin     | L     | 1991              | Russia               |
| 15 | Maksim Proscurnja | C     | 1979              | Russia               |
| 17 | Artëm Chabibullin | P     | 13 settembre 1984 | Russia               |
| 18 | Aleksej Rodičev   | S     | 1988              | Russia               |

## Groznyj
| N° | Nome               | Ruolo | Data di nascita  | Nazionalità sportiva |
| -- | ------------------ | ----- | ---------------- | -------------------- |
| -  | Sergej Antilkin    | All   | -                | Russia               |
| 1  | Il'ja Andrianov    | C     | 29 giugno 1983   | Russia               |
| 2  | Isa Arsabiev       | C     | 1989             | Russia               |
| 3  | Mechdi Chalaev     | S     | 1993             | Russia               |
| 4  | Sergej Antipkin    | P     | 28 marzo 1986    | Russia               |
| 5  | Makar Bestužev     | S     | 13 maggio 1987   | Russia               |
| 7  | Denis Šipot'ko     | S     | 28 febbraio 1985 | Russia               |
| 8  | Artëm Tochtaš      | C     | 17 aprile 1986   | Russia               |
| 10 | Jeffrey Ptak       | S/O   | 11 novembre 1979 | Stati Uniti          |
| 11 | Dmitrij Barsuk     | S     | 20 gennaio 1980  | Russia               |
| 12 | Evgenij Mosolkin   | C     | 21 aprile 1980   | Russia               |
| 13 | Sergej Rysov       | S/O   | 7 giugno 1989    | Russia               |
| 15 | Michail Kostjuchin | P     | 1º febbraio 1988 | Russia               |
| 18 | Dmitrij Kovyrjaev  | L     | 1989             | Russia               |

## Iskra Odincovo
| N° | Nome                           | Ruolo | Data di nascita                   | Nazionalità sportiva |
| -- | ------------------------------ | ----- | --------------------------------- | -------------------- |
| -  | Roberto Santilli Tomaso Totolo | All   | 22 febbraio 1965 26 novembre 1965 | Italia               |
| 1  | Arkadij Kozlov                 | C     | 30 gennaio 1981                   | Russia               |
| 2  | Igor' Nazarkin                 | P     | 3 febbraio 1993                   | Russia               |
| 3  | Aleksandr Bogomolov            | C     | 1º febbraio 1976                  | Russia               |
| 4  | Aleksandr Berezin              | P     | 18 giugno 1975                    | Russia               |
| 5  | Rafael Redwitz                 | P     | 12 agosto 1980                    | Brasile              |
| 6  | Aleksej Kulešov                | C     | 24 febbraio 1979                  | Russia               |
| 7  | Sergej Rochin                  | C     | 7 gennaio 1991                    | Russia               |
| 8  | Denis Kalinin                  | S     | 28 aprile 1984                    | Russia               |
| 9  | Konstantin Lesik               | P     | 10 luglio 1987                    | Russia               |
| 10 | Roman Jakovlev                 | S/O   | 13 agosto 1976                    | Russia               |
| 11 | Roman Martynjuk                | L     | 13 aprile 1987                    | Russia               |
| 12 | Gavin Schmitt                  | S/O   | 17 gennaio 1986                   | Canada               |
| 13 | Elvis Contreras                | S     | 20 luglio 1979                    | Rep. Dominicana      |
| 14 | Valentin Stril'čuk             | P     | 11 gennaio 1985                   | Russia               |
| 18 | Sergej Burcev                  | S     | 23 marzo 1989                     | Russia               |
| 19 | Valerij Komarov                | L     | 21 marzo 1980                     | Russia               |
| 20 | Roman Danilov                  | S     | 4 gennaio 1985                    | Russia               |

## Jaroslavič
| N° | Nome               | Ruolo | Data di nascita   | Nazionalità sportiva |
| -- | ------------------ | ----- | ----------------- | -------------------- |
| -  | Sergej Čaban       | All   |                   | Russia               |
| 1  | Igor' Filippov     | C     | 19 marzo 1991     | Russia               |
| 2  | Aleksandr Ivanov   | C     | 19 febbraio 1987  | Russia               |
| 3  | Igor' Tisevič      | P     | 1991              | Russia               |
| 4  | Anatolij Mežonnov  | S     | 21 gennaio 1987   | Russia               |
| 5  | Konstantin Pjatak  | C     | 26 settembre 1983 | Russia               |
| 6  | Igor Yudin         | S/O   | 17 giugno 1987    | Australia            |
| 7  | Pavel Zajcev       | P     | 11 gennaio 1987   | Russia               |
| 11 | Anton Kulikovskij  | S     | 14 marzo 1982     | Russia               |
| 14 | Aleksej Plužnikov  | S/O   | 15 luglio 1991    | Russia               |
| 15 | Inal Tavasiev      | C     | 28 marzo 1989     | Russia               |
| 16 | Dimitrij Kiričenko | L     | 16 giugno 1987    | Russia               |
| 18 | Il'ja Čibirov      | L     | 10 febbraio 1991  | Russia               |
| 19 | Egor Logunov       | C     | 1º ottobre 1991   | Russia               |
| 20 | Andrej Kolesnik    | S/O   | 23 giugno 1991    | Russia               |

## Kuzbass
| N° | Nome               | Ruolo | Data di nascita  | Nazionalità sportiva |
| -- | ------------------ | ----- | ---------------- | -------------------- |
| -  | Denis Matusevič    | All   | -                | Russia               |
| 1  | Dmitrij Šestak     | C     | 26 novembre 1986 | Russia               |
| 2  | Konstantin Porošin | C     | 1979             | Russia               |
| 3  | Aleksej Lipezin    | L     | 1987             | Russia               |
| 5  | Björn Andrae       | S     | 14 maggio 1981   | Germania             |
| 6  | Il'ja Parchomčuk   | C     | 1º agosto 1986   | Russia               |
| 7  | Vjačeslav Kurguzov | S/O   | 1982             | Russia               |
| 8  | Pavel Moroz        | S/O   | 26 febbraio 1987 | Russia               |
| 10 | Samuel Tuia        | S     | 24 luglio 1986   | Francia              |
| 11 | Konstantin Ušakov  | P     | 24 marzo 1970    | Russia               |
| 12 | Mikhail Ščerbakov  | C     | 1985             | Russia               |
| 13 | Vjačeslav Tarasov  | S     | 1988             | Russia               |
| 14 | Evgenij Galatov    | L     | 1987             | Russia               |
| 15 | Anton Dubrovin     | S     | 27 giugno 1984   | Russia               |
| 16 | Sergej Bagrej      | P     | 14 agosto 1987   | Russia               |

## Lokomotyv Charkiv
| N° | Nome                 | Ruolo | Data di nascita   | Nazionalità sportiva |
| -- | -------------------- | ----- | ----------------- | -------------------- |
| -  | Jurij Filippov       | All   | -                 | Ucraina              |
| 3  | Dmytro Storožylov    | P     | 1º giugno 1986    | Ucraina              |
| 4  | Jevhen Kapajev       | S     | 30 maggio 1989    | Ucraina              |
| 5  | Vladimir Ivanov      | S     | 5 marzo 1985      | Russia               |
| 7  | Lukas Kampa          | P     | 29 novembre 1986  | Germania             |
| 8  | Volodymyr Tataryncev | S     | 19 marzo 1980     | Ucraina              |
| 9  | Serhij Tjutlin       | S/O   | 3 agosto 1989     | Ucraina              |
| 10 | Dmytro Terëmenko     | C     | 1º febbraio 1987  | Ucraina              |
| 11 | Mykola Rudnyckyj     | C     | 18 settembre 1981 | Ucraina              |
| 12 | Denys Fomin          | L     | 21 luglio 1986    | Ucraina              |
| 13 | Kostjantyn Rjabucha  | C     | 29 aprile 1988    | Ucraina              |
| 14 | Frank Depestele      | P     | 3 settembre 1977  | Belgio               |
| 16 | Pylyp Harmaš         | L     | 21 aprile 1989    | Ucraina              |
| 17 | Jurij Tomyn          | S/O   | 23 dicembre 1988  | Ucraina              |
| 18 | Jan Jereščenko       | S     | 6 aprile 1990     | Ucraina              |

## Nižnij Novgorod
| N° | Nome                | Ruolo | Data di nascita  | Nazionalità sportiva |
| -- | ------------------- | ----- | ---------------- | -------------------- |
| -  | Plamen Konstantinov | All   | 14 giugno 1973   | Bulgaria             |
| 1  | Andrej Dranišnikov  | L     | 23 giugno 1990   | Russia               |
| 2  | Sergej Egorov       | S     | 21 aprile 1981   | Russia               |
| 3  | Evgenij Petropavlov | L     | 11 gennaio 1983  | Russia               |
| 4  | Mikko Esko          | P     | 3 settembre 1978 | Finlandia            |
| 5  | Aleksej Ostapenko   | C     | 26 maggio 1986   | Russia               |
| 6  | Nikolaj Pavlov      | S/O   | 22 maggio 1982   | Russia               |
| 8  | Il'ja Svidlov       | S/O   | 16 ottobre 1987  | Russia               |
| 9  | Aleksandr Sergienko | C     | 25 luglio 1987   | Russia               |
| 10 | Maksim Šul'gin      | P     | 17 maggio 1983   | Russia               |
| 11 | Igor' Tjurin        | S/O   | 13 giugno 1987   | Russia               |
| 12 | Miloš Nikić         | S     | 31 marzo 1986    | Serbia               |
| 13 | Nikolaj Leonenko    | S     | 19 dicembre 1984 | Russia               |
| 14 | Nikita Ljamin       | C     | 14 ottobre 1985  | Russia               |
| 17 | Oleg Syčev          | C     | 29 aprile 1988   | Russia               |
| 18 | Sergej Savin        | S     | 7 ottobre 1988   | Russia               |

## Lokomotiv Novosibirsk
| N° | Nome                | Ruolo | Data di nascita   | Nazionalità sportiva |
| -- | ------------------- | ----- | ----------------- | -------------------- |
| -  | Andrej Voronkov     | All   | 1967              | Russia               |
| 1  | Andej Zubkov        | P     | 14 luglio 1981    | Russia               |
| 2  | Lukáš Diviš         | S     | 20 febbraio 1986  | Slovacchia           |
| 3  | Marcus Nilsson      | S/O   | 7 ottobre 1982    | Svezia               |
| 4  | Artëm Vol'vič       | C     | 22 gennaio 1990   | Russia               |
| 5  | Vjačeslav Machortov | C     | 1º settembre 1984 | Russia               |
| 6  | Tuomas Sammelvuo    | S     | 16 febbraio 1976  | Finlandia            |
| 7  | Filipp Voronkov     | S/O   | 25 marzo 1983     | Russia               |
| 8  | Denis Birjukov      | S     | 8 dicembre 1988   | Russia               |
| 10 | Clayton Stanley     | S/O   | 20 gennaio 1978   | Stati Uniti          |
| 11 | Il'ja Žilin         | S     | 10 maggio 1985    | Russia               |
| 12 | Aleksandr But'ko    | P     | 18 marzo 1986     | Russia               |
| 13 | Valentin Golubev    | L     | 3 maggio 1992     | Russia               |
| 15 | Sergej Anojkin      | C     | 29 novembre 1988  | Russia               |
| 16 | Aleksandr Gucaljuk  | C     | 15 gennaio 1988   | Russia               |
| 17 | Igor' Šulepov       | S     | 16 novembre 1972  | Russia               |
| 18 | Konstantin Sidenko  | L     | 2 gennaio 1974    | Russia               |

## Prikam'e
| N° | Nome                | Ruolo | Data di nascita | Nazionalità sportiva |
| -- | ------------------- | ----- | --------------- | -------------------- |
| -  | Vladimir Putin      | All   | 1948            | Russia               |
| 1  | Anton Andreev       | C     | 23 luglio 1987  | Russia               |
| 2  | Aleksandr Konnov    | S     | 1982            | Russia               |
| 3  | Dimitrij Kovalev    | P     | 15 marzo 1991   | Russia               |
| 4  | Aleksandr Carev     | L     | 1982            | Russia               |
| 5  | Roman Bulanov       | S     | 1991            | Russia               |
| 7  | Vladimir Jakimov    | S/O   | 1987            | Russia               |
| 8  | Pavel Zacharov      | S     | 7 agosto 1988   | Russia               |
| 10 | Vladimir S'emščikov | C     | 31 agosto 1987  | Russia               |
| 11 | Ivan Kozicyn        | C     | 1987            | Russia               |
| 12 | Dimitrij Kozlov     | P     | 14 luglio 1987  | Russia               |
| 13 | Vadim Lichošerstov  | C     | 23 gennaio 1989 | Ucraina              |
| 14 | Aleksandr Kovalëv   | S/O   | 1988            | Russia               |
| 15 | Aleksej Karpenko    | S     | 1989            | Russia               |
| 16 | Jurij Fomin         | L     | 1982            | Russia               |
| 18 | Sergej Nikitin      | S     | 1993            | Russia               |

## Šachcër Salihorsk
| N° | Nome                  | Ruolo | Data di nascita   | Nazionalità sportiva |
| -- | --------------------- | ----- | ----------------- | -------------------- |
| -  | Viktor Sidel'nikov    | All   | 15 gennaio 1963   | Russia               |
| 2  | Pavel Abdočenko       | S/O   | 13 gennaio 1990   | Bielorussia          |
| 3  | Ashlei Nemer          | S     | 26 novembre 1980  | Brasile              |
| 7  | Pavel Dosevič         | L     | 11 dicembre 1984  | Bielorussia          |
| 8  | Oleg Chmelevskij      | S     | 22 gennaio 1989   | Bielorussia          |
| 9  | Aleksandr Simeonov    | S     | 6 agosto 1986     | Bielorussia          |
| 10 | Artur Dralčinskij     | C     | 1º febbraio 1992  | Bielorussia          |
| 11 | Łukasz Kadziewicz     | C     | 20 settembre 1980 | Polonia              |
| 12 | Artëm Goremykin       | P     | 16 maggio 1985    | Bielorussia          |
| 13 | Maksim Morozov        | C     | 29 maggio 1989    | Bielorussia          |
| 14 | Ondrej Boula          | P     | 22 novembre 1977  | Rep. Ceca            |
| 15 | Svjatoslav Miklaševič | S/O   | 6 agosto 1978     | Kazakistan           |
| 16 | Artur Udris           | C     | 18 ottobre 1990   | Bielorussia          |
| 17 | Andreij Levčenko      | C     | 1º gennaio 1985   | Ucraina              |
| 18 | Roman Aplevič         | L     | 19 marzo 1986     | Bielorussia          |

## Ural
| N° | Nome                   | Ruolo | Data di nascita   | Nazionalità sportiva |
| -- | ---------------------- | ----- | ----------------- | -------------------- |
| -  | Angelo Frigoni         | All   | 17 marzo 1954     | Italia               |
| 1  | Vladislav Žloba        | P     | 2 marzo 1982      | Russia               |
| 3  | Aleksej Kazakov        | C     | 18 marzo 1976     | Russia               |
| 4  | Pavel Abramov          | S     | 23 aprile 1979    | Russia               |
| 5  | Andrej Maksimov        | S/O   | 4 luglio 1985     | Russia               |
| 7  | Maksim Botin           | S     | 15 luglio 1983    | Russia               |
| 8  | Leandro Vissotto       | S/O   | 30 aprile 1983    | Brasile              |
| 9  | Roman Stepanov         | L     | 6 aprile 1989     | Russia               |
| 10 | Miguel Ángel Falasca   | P     | 12 dicembre 1975  | Spagna               |
| 11 | Andrej Aščev           | C     | 10 maggio 1983    | Russia               |
| 12 | Nikita Alekseev        | S     | 15 luglio 1992    | Russia               |
| 13 | Aleksej Samojlenko     | C     | 23 giugno 1985    | Russia               |
| 14 | Ruslan Askerov         | S     | 14 gennaio 1987   | Russia               |
| 15 | Aleksej Spiridonov     | S     | 26 giugno 1988    | Russia               |
| 16 | Aleksej Verbov         | L     | 31 gennaio 1982   | Russia               |
| 19 | Maksim Pantelejmonenko | S     | 1º settembre 1981 | Russia               |
| 20 | Maksim Koršunov        | S     | 20 aprile 1990    | Russia               |
| 22 | Nikolaj Astaškin       | C     | 19 marzo 1991     | Russia               |

## Zenit-Kazan
| N° | Nome                | Ruolo | Data di nascita   | Nazionalità sportiva |
| -- | ------------------- | ----- | ----------------- | -------------------- |
| -  | Vladimir Alekno     | All   | 4 dicembre 1966   | Russia               |
| 1  | Matthew Anderson    | S     | 18 aprile 1987    | Stati Uniti          |
| 3  | Nikolaj Apalikov    | C     | 26 agosto 1982    | Russia               |
| 4  | Ivan Demakov        | C     | 6 gennaio 1993    | Russia               |
| 5  | Valerio Vermiglio   | P     | 1º marzo 1976     | Italia               |
| 6  | Evgenij Sivoželez   | S     | 6 agosto 1986     | Russia               |
| 7  | Alexandar Volkov    | C     | 14 febbraio 1985  | Russia               |
| 8  | Igor' Kolodinskij   | P     | 7 luglio 1983     | Russia               |
| 9  | Aleksej Čeremisin   | S     | 23 settembre 1980 | Russia               |
| 10 | Jurij Berežko       | S     | 27 gennaio 1984   | Russia               |
| 11 | David Lee           | C     | 8 marzo 1982      | Stati Uniti          |
| 13 | Vitalij Matičenko   | S     | 7 agosto 1989     | Russia               |
| 14 | Aleksandr Abrosimov | C     | 25 agosto 1983    | Russia               |
| 15 | Aleksej Območaev    | L     | 22 maggio 1989    | Russia               |
| 17 | Vladislav Babičev   | L     | 18 febbraio 1981  | Russia               |
| 18 | Maksim Michajlov    | S/O   | 19 marzo 1988     | Russia               |